# تيا (ملكة)
تيا أو تي، هي ملكة مصرية قديمة غير حاكمة أو زوجة ملك عاشت في عهد الأسرة التاسعة عشرة، و قد كانت الزوجة الثالثة للملك سيتي الثاني، بعد الملكتين تاخعت وتوسرت. وكان يعتقد أنها كانت أم الملك مرنبتاح سابتاح، خليفة الملك سيتي الثاني على العرش. ولكن والدة سابتاح أصبحت معروفة الآن أنها امرأة اسمها سوتراي أو شوترايا من نقش مكتشف حديثاً في متحف اللوفر (القطعة E 26901)، لكن دودسون وهيلتون يؤكدان أن هذا غير صحيح وأن السيدة الأخيرة تلك كانت، بدلا من ذلك، أم الأمير رعمسيس سبتاح وزوجة الملك رعمسيس الثاني.